# 莫世忍
莫世忍，南丹州（治今广西南丹县）少数民族首领，北宋南丹州莫氏第三代首领，为壮族的先民。
莫世忍是莫洪皓之孙，莫淮赸之子，莫世渐的弟弟。莫世忍率其属人内附，治平元年（1064年）逃归南丹州，攻杀其侄南丹州刺史莫公帐，上书朝廷，请授刺史，每年向朝廷输银百两。治平三年（1066年）授刺史职。熙宁二年（1069年）因镇压瑶民，授检校礼部尚书。元丰三年（1080年）入贡，赐南丹州印。六年（1083年）献弓矢，助官军讨安化，以表世代效忠朝廷，被赐铜牌旗号，迁检校户部尚书。其子莫公佞、莫公晟相继袭任南丹州刺史。